# Tang Hua
Tang Hua, född 6 september 1977, är en kinesisk bågskytt. Han deltog vid olympiska sommarspelen 1996 och olympiska sommarspelen 2000.